# アブドゥル・ラスル・サイヤフ
アブドゥル・ラスル・サイヤフ（パシュトー語: عبدالرسول سیاف, Abdul Rasul Sayyaf、1944年 - ）は、アフガニスタンの政治家、ムジャーヒディーン。議員。
ソ連のアフガン侵攻時、ムジャーヒディーン諸派を統合するアフガニスタン・ムジャーヒディーン・イスラム同盟議長を務めた。

## 経歴
パグマーン州カラエ・サルヴァル村出身。サイイド（ムハンマドの子孫）。父のファキル・ムハンマドは、1921年にインドからアフガニスタンに移住し、パシュトゥーン人のハルティ部族中に定住した。父は、サイヤフが6歳の時に亡くなった。
パグマンの小中学校を卒業し、1958年にカーブルのイブン・シーナ学校、1963年にアブ・ハニーファ学校を卒業した。
1963年～1967年、カーブル大学シャリーア学部で学ぶ。1965年から大学のイスラム原理主義者のサークルを訪れ、ブルハーヌッディーン・ラッバーニーやグルブッディーン・ヘクマティヤールが創設した「ムスリム青年」に後に加わった。「ムスリム青年」はムスリム同胞団に繋がる組織であった。1967年、軍に勤務。
その後、カーブル大学シャリーア学部の助手、ハディース学の講師を務める。カイロのアル＝アズハル大学で学び、1972年に修士号を取得した。1972年からシャリーア学部の講師となると同時に、「シャリーア」紙の編集長を務めた。1974年、「ムスリム青年」はムハンマド・ダーウード政権へのクーデターを計り失敗し、同年7月、アメリカへの出国直前にカーブル空港で逮捕された。

### ソ連のアフガン侵攻
1980年1月、ハフィーズッラー・アミーンによる恩赦で釈放され、パキスタンに出国し、ムジャーヒディーンに加わった。同年1月、6派（アフガニスタン・イスラム協会（ブルハーヌッディーン・ラッバーニー）、アフガニスタン・イスラム党（グルブッディーン・ヘクマティヤール）、アフガニスタン・イスラム党（ムハンマド・ユーヌス・ハーリス）、アフガニスタン民族イスラム戦線（サイード・アフマド・ギラニ）、アフガニスタン民族救国戦線（シブガトゥッラー・ムジャッディディー）、アフガニスタン・イスラム革命運動（モハマッディ））を統合するアフガニスタン・イスラム解放同盟の最高会議議長となった。サイヤフは、各派に対して権威を有すると同時に、妥協的でもあった。同年12月、アフガニスタン・イスラム解放同盟が崩壊すると、支持者と共にアフガニスタン・イスラム解放同盟を再創設した。1982年3月、アフガニスタン・イスラム解放同盟は、アフガニスタン・ムジャーヒディーン・イスラム同盟（「七者連合」）に発展し、その初代議長となった。
アフガニスタン紛争ではサイヤフはサウジアラビアから財政的支援を受けた。ジャラーラーバードに軍事キャンプを設立しウサーマ・ビン・ラーディンと緊密な関係を構築したのはこの時である。さらに1985年、ペシャーワル郊外のアフガン難民キャンプに私設の大学を設立、俗に「テロリスト学校」と呼ばれ、ラムジ・ユセフやハリド・シェイク・モハメドなど後にアルカーイダの幹部となる者たちが教えを受けた。サイヤフの訓練キャンプからはボスニア・ヘルツェゴビナ、チェチェン、フィリピンなどへムジャーヒディーンが散っていった。アブ・サヤフの名前はアブドゥル・ラスル・サイヤフから取られた。
1989年2月、パキスタンで行われたムジャーヒディーン会議において、ムジャーヒディーン移行政権首相に選出された。1992年、ムハンマド・ナジーブッラー政権が崩壊するとサイヤフの組織は数々の残虐行為を犯し現在までアムネスティから追及を受けている。特にアフガニスタン・イスラム統一党を敵視しカーブル周辺でハザーラ人などを虐殺した。1996年にスーダンを追われたビン・ラーディンをアフガニスタンに招いたのはサイヤフである。

### 現在
サイヤフはターリバーンを嫌悪し、1990年代中盤、北部同盟に加盟した。しかし、サイヤフの宗教的背景はターリバーンに近く、2001年にアフマド・シャー・マスードを殺害した自爆テロ犯の背後にはサイヤフがいる、とされている。
2003年12月、ロヤ・ジルガ代表の1人に選出される。2004年～2005年、イスラム公正党を創設し、その党首となった。2005年、アフガニスタン・イスラム解放同盟は「アフガニスタン・イスラム宣教機構」という政党に改組され、サイヤフは議会議員に選出される。同年12月21日、ハーミド・カルザイの支持の下、議会議長に出馬したが、ユーヌス・カーヌーニーに敗北した。
2009年大統領選では、カルザイを支持した。同年11月29日、爆弾による暗殺未遂事件が起き、警護員5人が死亡し、6人が負傷したが、サイヤフ自身は無事だった。
2014年アフガニスタン大統領選挙に出馬。2021年、タリバンの攻勢によりアシュラフ・ガニ―政権が崩壊するとインドに亡命した。

## パーソナル
妻は、ハフィーズッラー・アミーン大統領の従兄妹。3児を有する。
サウジアラビアのワッハーブ派の信奉者。アフガニスタン南東部のパシュトゥーン人、特にジャジ部族中に影響力を有する。